# Kolezija
Kolezija je ljubljanska mestna četrt ob potoku Gradaščica. Nahaja se v trnovskem predmestju, v četrtni skupnosti Trnovo. Kolezija je poznana predvsem po edinem ljubljanskem olimpijskem bazenu, ki je bil nekoč priljubljeno zbirališče aktivnih športnikov in rekreativcev, posebej plavalcev.

## Etimologija
V srednjem veku je bil edini objekt na območju današnje Kolezije mlin. Najstarejša listina, ki ga omenja, izhaja iz leta 1497 . V njej je zapisano, da je Vilijem pl. Auersperg mlinarju Petru Koleziji (Kolesia) kupopravno izročil mlin ob Gradaščici, ki ga je ljubljanski meščan Genrik Rigo opustil. Peter Kolezija je bil mlinar do leta 1518, lokacija pa je ohranila njegovo ime do danes . 

## Kopališče Kolezija
Leta 1853 so ob jezu mlina dogradili še velik bazen z lesenim šotorom za kopalce. Župnik Ivan Vrhovnik iz Trnovega je leta 1881 zapisal, da je v Koleziji pet mlinskih kamnov, stope, pet kopalnih kabin na desnem in šest na levem bregu Gradaščice, za jezom pa bazen. Leta 1884 so mlin odpravili, ostal pa je bazen, ki ga je občina dajala v najem. Kopališče se je kot športni objekt razvijalo in se posodabljalo vse do leta 2000. Tu so trenirali postavljali rekorde mnogi najboljši slovenski olimpijski plavalci, kot so Igor Majcen, Nace Majcen, Jure Bučar, Emil Tahirovič, idr.
Zaradi neugodne pogodbe med najemnikom Centrom Kolezija in družbo KL&KL je Plavalni klub Ljubljana izgubil osnovno sredstvo za svojo dejavnost, športniki in rekreativci pa svoje priljubljeno zbirališče. Objekti so nato več kot desetletje propadali, do leta 2015, ko je bil za javnost odprt prenovljen objekt, naložba Mestne občine Ljubljana v vrednosti 13 milijonov evrov.